# Clínica Anglo Americana
La Clínica Anglo Americana o Angloamericana (British American Hospital) es uno de los principales establecimientos de salud privados del Perú. Ubicado en Lima, cuenta con dos sedes, la principal en el Distrito de San Isidro, y otra en el Distrito de La Molina.

## Historia
La Clínica Anglo Americana (British American Hospital) fue fundada en la década de los años 20, por una asociación de inmigrantes británicos y estadounidenses establecidos en Lima y financiada por diversas empresas internacionales. El objeto de su fundación se debió a que deseaban que otros ciudadanos de ascendencia británica y estadounidense se pudieran atender en un hospital con costumbres y tradiciones como las suyas, ya que una de las principales dificultades era el idioma, problema por el cual resultaba complicada su atención en cualquier otro hospital de la capital. 
La apertura oficial de la British American Hospital fue en octubre de 1921, en una ceremonia a la que asistirían el presidente Augusto Leguía, abriendo sus puertas en noviembre bajo el nombre de Anglo Americana (debido a que el Ministerio de Salud exigía un nombre en español) en el Distrito de Bellavista (ese local sería después ocupado por el Hospital Naval).  
La primera escuela de enfermería del Perú se fundó en 1907, funcionando en la Casa de Salud de Bellavista y teniendo como directora a miss Louise Kurath, discípula de la célebre enfermera Florence Nightingale, OM, RRC. Esta escuela pasaría a formar parte de la Clínica Anglo Americana, posteriormente.
El Terremoto de Lima y Callao de 1940 causó grandes daños en el local de la clínica, por lo que fue decretada su demolición. La clínica decidió construir el nuevo local y, para 1942, se realizaba el traslado de algunos miembros del personal.
Durante el gobierno del general Juan Velasco Alvarado se expropiaron propiedades a diversas empresas extranjeras. Los dueños accionistas decidieron dejar el control de la clínica a médicos peruanos, quienes compraron las acciones de la British American Hospital.
En la actualidad la clínica cuenta con una filial en el Distrito de La Molina.
- Datos: Q5775496